# Moncton—Dieppe
Pour les articles homonymes, voir Moncton (homonymie).
Circonscription électorale fédérale du Canada
Moncton—Dieppe (auparavant Moncton—Riverview—Dieppe) est une circonscription électorale fédérale canadienne dans la province du Nouveau-Brunswick.

## Description
La circonscription comprend la ville de Moncton et la moitié des villes de Dieppe et de Riverview.
Sa population est de 83 191 dont 72 386 électeurs sur une superficie de 200 km². Les circonscriptions limitrophes sont Beauséjour et Fundy Royal.
L'actuelle députée est la libérale Ginette Petitpas Taylor.

## Histoire
Cette circonscription a été créée en 1998 et correspond à l'ancienne circonscription de Moncton.
La délimitation initiale s'étendait aux villes de Moncton, Dieppe et Riverview. En 2003, une partie de Dieppe et une partie de Riverview ont été amputées.
À la suite du redécoupage de la carte électorale de 2022, la circonscription est renommée Moncton—Dieppe et perd la ville de Riverview au profit de Fundy Royal.

## Liste des députés successifs
Claudette Bradshaw était députée au moment du changement de nom en 1998.
|  | Législature | Date élection     | Député                  | Profession    | Parti        |
|  | ----------- | ----------------- | ----------------------- | ------------- | ------------ |
|  | 37e         | 27 novembre 2000  | Claudette Bradshaw      | Parlementaire | Libéral      |
|  | 38e         | 28 juin 2004      | Claudette Bradshaw      | Parlementaire | Libéral      |
|  | 39e         | 23 janvier 2006   | Brian Murphy            | Avocat        | Libéral      |
|  | 40e         | 14 octobre 2008   | Brian Murphy            | Avocat        | Libéral      |
|  | 41e         | 2 mai 2011        | Robert Goguen           |               | Conservateur |
|  | 42e         | 19 octobre 2015   | Ginette Petitpas Taylor |               | Libéral      |
|  | 43e         | 21 octobre 2019   | Ginette Petitpas Taylor |               | Libéral      |
|  | 44e         | 20 septembre 2021 | Ginette Petitpas Taylor |               | Libéral      |
|  | 45e         | 28 avril 2025     | Ginette Petitpas Taylor |               | Libéral      |

## Résultats électoraux
Modèle:Élection générale canadienne de 2025 — Moncton—Dieppe
|       | Candidat                | Parti        | # de voix | % des voix |
|       | (X) Robert Goguen       | Conservateur | +11 170,  | 21,47 %    |
|       | Ginette Petitpas Taylor | Libéral      | +30 054,  | 57,78 %    |
|       | Luc LeBlanc             | NPD          | +08 384,  | 16,12 %    |
|       | Luc Melanson            | Vert         | +02 409,  | 4,63 %     |
| Total | Total                   | Total        | 52 017    | 100 %      |

|       | Candidat         | Parti        | # de voix | % des voix |
|       | Robert Goguen    | Conservateur | +17 408,  | 35,73 %    |
|       | (x) Brian Murphy | Libéral      | +15 247,  | 31,29 %    |
|       | Shawna Gagné     | NPD          | +14 053,  | 28,84 %    |
|       | Steven Steeves   | Vert         | +02 016,  | 4,14 %     |
| Total | Total            | Total        | 48 724    | 100 %      |

|       | Candidat         | Parti        | # de voix | % des voix |
|       | Daniel Allain    | Conservateur | +16 297,  | 35,83 %    |
|       | (x) Brian Murphy | Libéral      | +17 797,  | 39,13 %    |
|       | Carl Bainbridge  | NPD          | +07 394,  | 16,26 %    |
|       | Alison Ménard    | Vert         | +03 998,  | 8,79 %     |
| Total | Total            | Total        | 45 486    | 100 %      |